# ナッチョとポム
ナッチョとポムはイタリアのクレイアニメ、またはその主人公。
感情などにより体色や姿の変わるユニークな生き物が冒険をするのが大まかなストーリーである。
混同されるクレイアニメにタルピーがある。
日本では、2002年5月24日よりNHK教育のプチプチ・アニメの枠で放送、2011年以降は不定期に再放映。2017年9月から2024年までは未放送。1話5分。

## スタッフ
- 監督 : 湯崎夫沙子
- 脚本 : Anna Cattaneo、Sergio Crivellaro
- 音楽 : Stefano Pulga、Pino Santapaga
- 制作 : NHK、スタジオ・ユサキ

## エピソード
「プチプチ・アニメ」での放映順に拠る。括弧内は英語タイトルである。
- 第1話「みんなまんまる」（ IT'S ALL ROUND!）
- 第2話「おんがく」（MUSIC）
- 第3話「おおきなはし」（BIG BRIDGE）
- 第4話「とけい」（CLOCK）
- 第5話「おおきなき」（BIG TREE）
- 第6話「ピクニック」（PIC NIC）
- 第7話「はながさく」（FLOWER BLOSSOM）
- 第8話「いっとうしょう」（FIRST PRIZE）
- 第9話「すいどうかん」（WATER PIPE）
- 第10話「ちいさなしま」（SMALL ISLAND）
- 第11話「あついさばく」（HOT DESERT）
- 第12話「えのぐ」（PAINT）
- 第13話「おやつ」（SNACK）
- 第14話「ジャングル」（JUNGLE）
- 第15話「サーカス」（SIRCUS）
- 第16話「じっけん」
- 第17話「キャラメル」
- 第18話「おしろ」
- 第19話「おしばい」
- 第20話「ゆうえんち」
- 第21話「しゃしん」（PHOTO）
- 第22話「こうざん」
- 第23話「とこやさん」（BARBER）
- 第24話「もり」
- 第25話「やま」（MOUNTAIN）
- 第26話「たいいくかん」
- 第27話「ピザ」（PIZZA）
- 第28話「えき」（STATION）
- 第29話「こどもべや」
- 第30話「のうじょう」
- 第31話「したてやさん」
- 第32話「せんたく」
- 第33話「ダンス」（DANCE）
- 第34話「ゆきげしき」
- 第35話「ふねのたび」
- 第36話「チーズ」（CHEESE）
- 第37話「ものおきべや」
- 第38話「おおきなみなと」
- 第39話「たんじょうび」（BIRTHDAY）
- 第40話「運動会」
- 第41話「15時のおやつ」